# Український журнал прикладної економіки
«Український журнал прикладної економіки» — науковий журнал, заснований у 2016 році Тернопільським національним економічним університетом.
Мови видання: українська, англійська.

## Тематика
Науковий журнал «Український журнал прикладної економіки» призначений для фахівців, які цікавляться теоретичними та прикладними проблемами макроекономіки та мікроекономіки, державного регулювання економіки, проблемами у сфері міжнародної економіки, державних фінансів, фіскальної та монетарної політики, державного адміністрування і фінансового менеджменту, банківської справи, управління діяльністю підприємств, обліку і аудиту, дає змогу науковій громадськості ознайомитися з результатами досліджень вчених-економістів.
Коди ідентифікації журналу, згідно реєстру періодичних засобів масової інформації Міжнародного центру ISSN:
- ISSN 2415-8453 (Print),
- ISSN 2518-1742 (Online).

## Наукометрія
Журнал входить до переліку фахових видань у галузі економічних наук.
Науковий журнал «Український журнал прикладної економіки» внесено до кількох міжнародних наукометричних баз даних наукових видань та каталогів:
- Index Copernicus, Польща
- WorldCat
- Google Scholar[3] (h-індекс — 2)
- Windows Live Academic
- ResearchBible
- Open Academic Journals Index
- CiteFactor
- Scientific Indexing Services
- Journal's International Compliance Index

Весь архів журналу з часу його заснування зберігається в Національній бібліотеці України імені В. І. Вернадського та в інституційному репозитарії бібліотеки ім. Л. Каніщенка Тернопільського національного економічного університету.

## Засновник і видавець журналу
- Тернопільський національний економічний університет

## Редакційна колегія
Головний редактор
- Язлюк Борис Олегович, доктор економічних наук, доцент, Тернопільський національний економічний університет (Україна)

Редакційна колегія:
- Акуліч Іван Людвигович, доктор економічних наук, професор, завідувач кафедри маркетингу, Білоруський державний економічний університет (Республіка Білорусь)
- Андрушків Богдан Миколайович, доктор економічних наук, професор, Тернопільський національний технічний університет імені І. Пулюя (Україна)
- Благун Іван Семенович, доктор економічних наук, професор, Заслужений діяч науки і техніки України, декан економічного факультету, Прикарпатський національний університет імені Василя Стефаника (м. Івано-Франківськ, Україна), професор, Католицький університет (Республіка Польща)
- Бруханський Руслан Феоктистович, доктор економічних наук, доцент, завідувач кафедри обліку та економіко-правового забезпечення агропромислового бізнесу, Тернопільський національний економічний університет (Україна)
- Буковскі Славомір, доктор габ., професор, Технологічно-гуманітарний університет імені Казимира Пуласького в Радомі (Республіка Польща)
- Булюк Віталій Вікторович, доктор економічних наук, заступник голови Херсонської обласної ради депутатів (Україна)
- Войт Сергій Миколайович, доктор економічних наук, генеральний директор «Виробниче об'єднання Південний машинобудівний завод імені О. М. Макарова» (Україна)
- Гайда Юрій Іванович, доктор сільськогосподарських наук, професор, Тернопільський національний економічний університет (Україна)
- Гевко Роман Богданович, доктор технічних наук, професор, завідувач кафедри менеджменту біоресурсів і природокористування, Тернопільський національний економічний університет (Україна)
- Гришова Інна Юріївна, доктор економічних наук, головний науковий співробітник, сектор економічних проблем законотворення відділу комплексних проблем державотворення, Інститут законодавства Верховної Ради України (Україна)
- Гулей Анатолій Іванович, доктор економічних наук, голова правління, Українська міжбанківська валютна біржа (Україна)
- Дацків Ігор Богданович, доктор економічних наук, професор, Тернопільський національний економічний університет (Україна)
- Дейнеко Людмила Вікторівна, доктор економічних наук, професор, завідувач відділу промислової політики, Інститут економіки та прогнозування Національної академії наук України (Україна)
- Десятнюк Оксана Миронівна, доктор економічних наук, професор, директор Навчально-наукового інституту інноваційних освітніх технологій, Тернопільський національний економічний університет (Україна)
- Дмитришин Леся Ігорівна, доктор економічних наук, доцент, Прикарпатський національний університет імені Василя Стефаника (Україна)
- Дудар Тарас Григорович, доктор економічних наук, професор, член кореспондент Національної академії аграрних наук України, Тернопільський національний економічний університет (Україна)
- Іртищева Інна Олександрівна, доктор економічних наук, професор, завідувач кафедри менеджменту, Національний університет кораблебудування імені адмірала Макарова (Україна)
- Ковальскі Анжей, доктор габ., професор, Гданський університет (Республіка Польща)
- Козюк Віктор Валерійович, доктор економічних наук, професор, завідувач кафедри економічної теорії, Тернопільський національний економічний університет (Україна)
- Копитко Василь Іванович, доктор економічних наук, професор, Дніпропетровський національний університет залізничного транспорту імені академіка В. Лазаряна (Україна)
- Кравчук Наталія Ярославівна, доктор економічних наук, доцент, Тернопільський національний економічний університет (Україна)
- Красноруцький Олексій Олександрович, доктор економічних наук, професор, Харківський національний технічний університет сільського господарства імені Петра Василенка (Україна)
- Лагодієнко Володимир Вікторович, доктор економічних наук, професор, завідувач кафедри маркетингу, підприємництва і торгівлі, Одеська національна академія харчових технологій (Україна)
- Монастирський Григорій Леонардович, доктор економічних наук, професор, Тернопільський національний економічний університет (Україна)
- Пархомець Микола Кирилович, доктор економічних наук, професор, Тернопільський національний економічний університет (Україна)
- Погріщук Борис Васильович, доктор економічних наук, професор, директор Вінницького навчально-наукового інституту економіки, Тернопільський національний економічний університет (Україна)
- Стегней Маріанна Іванівна, доктор економічних наук, доцент, декан факультету економіки управління та інженерії, Мукачівський державний університет (Україна)
- Толуб'як Віталій Семенович, доктор наук з державного управління, доцент, Тернопільський національний економічний університет (Україна)
- Шкарлет Сергій Миколайович, доктор економічних наук, професор, ректор, Чернігівський національний технологічний університет (Україна)
- Фрадкін Аківа, PhD, професор економіки, виконавчий віце-президент Університету «Йорк» (США).

## Політика відкритого доступу
Концепція журналу передбачає вільний доступ читачів до наукових і дослідницьких статей, опублікованих у виданні. Кожен користувач має змогу відкрити сторінку видання та ознайомитися з поточними випусками в повноформатному викладі, постатейно, а також з архівом усіх випусків видання попередніх років.
Видання практикує політику негайного відкритого доступу до опублікованого змісту під ліцензією Creative Commons Із зазначенням авторства - Некомерційна - Без похідних творів 3.0 Неадаптована (CC BY-ND-ND 3.0), підтримуючи принципи вільного поширення наукової інформації та глобального обміну знаннями задля загального суспільного прогресу.

## Адреса редакції / контакти
вул. Львівська, 11, к. 2116, м. Тернопіль, 46009, Україна
11 Lvivska Street, r. 2116, Ternopil, 46009, Ukraine
Сайт журналу: http://ujae.tneu.edu.ua [Архівовано 21 жовтня 2019 у Wayback Machine.]/